# Camila Flores
Camila Alejandra Flores Oporto (Paillaco, 9 de febrero de 1987) es una abogada y política chilena que se desempeña como parlamentaria. Es militante de Renovación Nacional (RN).
Desde marzo de 2018, se desempeña bajo un segundo período consecutivo, como diputada de la República en representación del distrito n.º 6, de la Región de Valparaíso, periodo legislativo 2022–2026.
Aunque nació en las postrimerías de la dictadura militar, se identifica como pinochetista. Igualmente, simpatiza con figuras como Jair Bolsonaro y se ha mostrado a favor de la pena de muerte o de la castración química. También se ha declarado contraria al aborto.
Flores ha manifestado que su apoyo a Augusto Pinochet se origina en su abuelo, un agricultor, pues la Unidad Popular (UP) le habría expropiado territorios agrícolas y ganado, factor que generó la antipatía que transmitió a su nieta y futura dirigente política. Sus detractores la han criticado de ser una figura «negacionista». Pese a ello, Flores ha dicho condenar la violación de derechos humanos.

## Biografía

### Primeros años de vida
Es hija de David Flores Godoy y de Verónica Oporto González, originaria de Nontuelá.
Realizó sus estudios en el Liceo Manuel de Salas de Casablanca, del que egresó de enseñanza media en 2004, para luego ingresar a estudiar derecho en la Universidad Andrés Bello en las sedes de Viña del Mar y Santiago. Para recibir el grado académico de Licenciada en ciencias jurídicas elaboró la memoria titulada: Constitucionalización del Derecho Civil. El 22 de julio de 2010, en la ceremonia de licenciatura, recibió el «Premio a la Excelencia Académica». Se tituló de abogada el 20 de enero de 2012

### Matrimonio e hijos
Se casó en 2017 con el egresado de derecho Percy Marín Vera (n. 1969), consejero regional de Valparaíso por la provincia de Marga-Marga desde 2014, que se ha visto involucrado en la comisión de diferentes ilícitos y polémicas en redes sociales, llevándole por esto la suspensión de su militancia en RN. Junto a él tiene una hija. En noviembre de 2021, luego de dar a luz a su hija mediante cesárea, presentó una complicación intestinal que evolucionó a una septicemia, que la tuvo internada en la Clínica Ciudad del Mar.

### Vida laboral
Ha desempeñado libremente su profesión, principalmente en el área medioambiental. Entre 2012 y 2013, se desempeñó como asesora de la Dirección Nacional de Gendarmería y jefa de Gabinete del director nacional de Gendarmería de la época. Permaneció en esa institución hasta mayo de 2014.
En junio de 2014, se incorporó a la Municipalidad de Cerro Navia, desempeñándose como subdirectora de la División de Desarrollo Comunitario.

## Carrera política
Comenzó a ser militante de RN desde los 18 años, en donde afirmó que fue motivada por Andrés Allamand y Alberto Cardemil.
En la Juventud Renovación Nacional (JRN), Flores ha ocupado los cargos de presidenta distrital y de consejera nacional.
En agosto de 2017, inscribió su candidatura a la Cámara de Diputados por el entonces nuevo Distrito Nº6. de la Región de Valparaíso, resultando electa par el periodo legislativo 2018–2022. En el congreso, formó parte de las comisiones de Constitución, Legislación, Justicia y Reglamento; de Recursos Hídricos y Desertificación; y Emergencia, Desastres y Bomberos. Asimismo, formó parte del Comité parlamentario de Renovación Nacional.
En 2021, fue reelecta para el periodo 2022–2026. En este periplo parlamentario ha integrado las comisiones permanentes de Constitución, Legislación, Justicia y Reglamento; Defensa Nacional; y Emergencia, Desastres y Bomberos.

## Historial electoral
| Año  | Tipo                      | Territorio   | Pacto       | Partido | Votos  | %    | Resultado |
| ---- | ------------------------- | ------------ | ----------- | ------- | ------ | ---- | --------- |
| 2017 | Parlamentarias a diputado | 6.º distrito | Chile Vamos | RN      | 15.283 | 4.19 | Diputada  |
| 2021 | Parlamentarias a diputado | 6.º distrito | Chile Vamos | RN      | 16.480 | 4.64 | Diputada  |